# Eduard von Grebmer zu Wolfsthurn
Eduard von Grebmer zu Wolfsthurn (24. ledna 1821 Dietenheim – 11. ledna 1875 Bruneck) byl rakouský politik německé národnosti, v 2. polovině 19. století poslanec Říšské rady a zemský hejtman Tyrolska.

## Biografie
Studoval práva na univerzitě ve Štýrském Hradci, Innsbrucké univerzitě a Padovské univerzitě. Získal titul doktora práv. Během revolučního roku 1848 byl hejtmanem dobrovolnické gardy a vyznamenal se v bitvě u Cadore. Roku 1848 se stal starostou rodného Dietenheimu. V roce 1850 se přestěhoval do Brunecku. Zde převzal po otci advokátní kancelář a hostinec s poštovním úřadem. Roku 1861 byl zvolen starostou Brunecku.
Po obnovení ústavní vlády se zapojil do politiky. Od roku 1861 byl poslancem Tyrolského zemského sněmu. Zemský sněm ho delegoval i do Říšské rady (tehdy ještě volené nepřímo) za Tyrolsko (kurie venkovských obcí, obvod Bruneck, Taufers. 27. května 1861 složil slib. K roku 1861 se uvádí jako statkář, bytem v Brunecku.
Patřil k německým liberálům (takzvaná Ústavní strana, liberálně a centralisticky orientovaná, odmítající federalistické aspirace neněmeckých etnik). Ačkoliv byl praktikujícím katolíkem, vystupoval proti klerikálním tendencím v politice. Reprezentoval liberální menšinu na zemském sněmu, který byl jinak dominován katolickými konzervativci. Roku 1867 se stal náměstkem zemského hejtmana a 24. září 1869 se stal zemským hejtmanem. Funkci zastával do srpna 1871. V prvních přímých volbách do Říšské rady roku 1873 byl opětovně zvolen do celostátního parlamentu, nyní za kurii městskou a obchodních a živnostenských komor, obvod Bolzano, Merano, Glurns. Slib složil 5. listopadu 1873, zemřel 11. ledna 1875. Na Říšské radě byl předsedou pokrokového poslaneckého klubu.